# Intelligenzaktion
Intelligenzaktion (нем. Операция «интеллигенция», также нем. Flurbereinigung и нем. Direkteaktion) — обобщающее название немецких репрессий против польской элиты, в основном представителей интеллигенции, проведенных на территории польских земель, включенных в состав Германского Рейха и отчасти на других подконтрольных немцам территориях в 1939—1940 гг. Акции имели характер этнических чисток и геноцида и в некоторых случаях сопутствовали уничтожению еврейского населения.
В ходе Intelligenzaktion был запланирован и методично реализован расстрел около 50 тысяч учителей, священников, представителей вольных профессий и поместного дворянства, общественных и политических деятелей, а также отставных военных и членов патриотических организаций. Ещё 50 тысяч были депортированы в концлагеря, где выжила лишь ничтожная их часть. Расстрелы производились с сентября 1939 по апрель 1940 года в разных регионах Польши.
С мая июль 1940 г. на территории Генерал-губернаторства прошла Чрезвычайная акция по умиротворению (нем. Außerordentliche Befriedungsaktion), преследовавшая аналогичные цели.

## Планирование

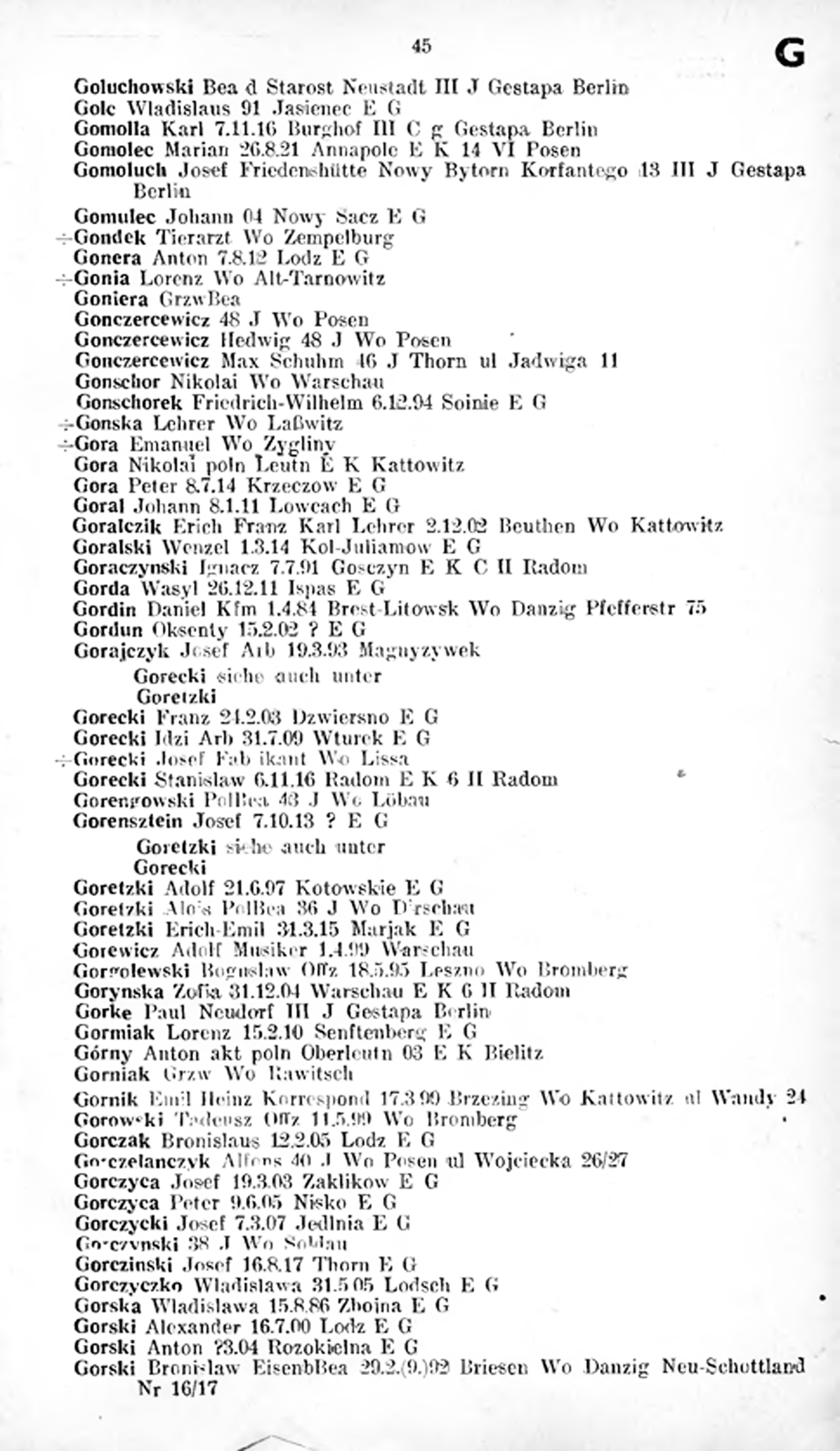
Фрагмент Sonderfahndungsbuch Polen с перечнем поляков, подлежащих репрессиям.

Согласно планам немецкого руководства, для поляков, в отличие от некоторых других европейских народов, не было предусмотрено каких-либо форм самоуправления в виде зависимого правительства или протектората. Согласно нацистской расовой теории, поляки, как и другие славянские народы, были признаны «низшей расой» и после уничтожения элит и подавления сопротивления должны были выполнять роль рабов.
Истребление польской интеллигенции было частью общего плана германизации территорий оккупированной Польши, нашедшего выражение в Генеральном плане Ост. В первую очередь это касалось территорий, признанных этнически немецкими: Верхней Силезии, части Великой Польши и Поморья.
Целью акции было установление контроля над населением и подавление подпольной деятельности путем уничтожения возможных лидеров сопротивления: интеллигентов, культурной, политической и религиозной элиты, польских капиталистов.
Решение о проведении акции было принято на совещании руководителей главных полицейских управлений и оперативного командования, прошедшем 7 сентября 1939 г. в Берлине, на котором был поднят вопрос о «обезвреживании» лидерского слоя населения.
Необходимость истребления польского духовенства и дворянства Адольф Гитлер подтвердил 12 сентября 1939 г. во время конференции в Илнау, на которой рассматривалась дальнейшая судьба оккупированных Германией территорий. Это же намерение было отмечено 2 октября 1940 г. Мартином Борманом в записках, составленных после встречи в 1940 году с Гитлером при участии губернатора Ганса Франка.

## Реализация плана

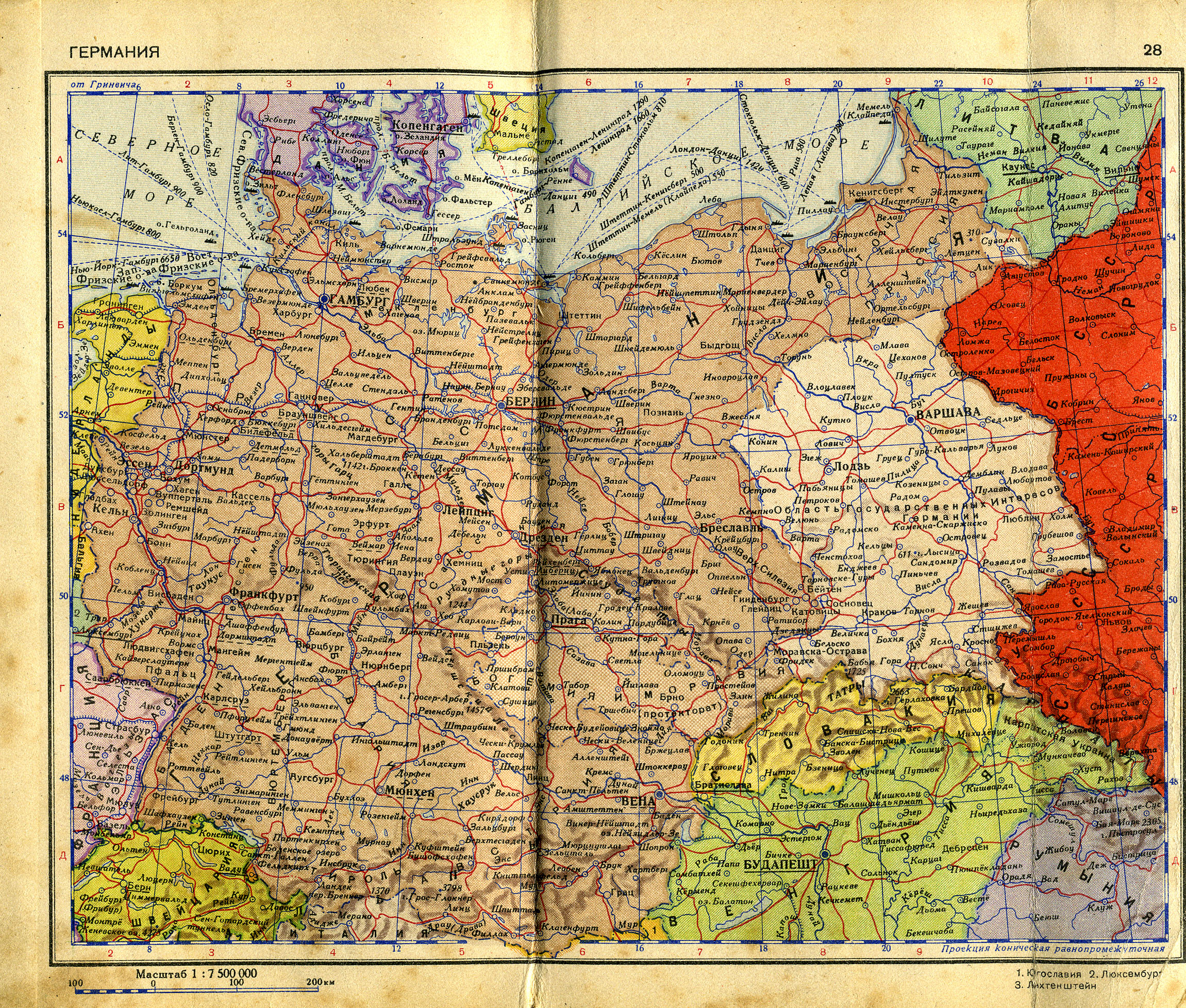
Карта оккупированной Германией польской территории.

Непосредственная реализация планов по истреблению была возложена на Айнзацгруппы полиции безопасности и парамилитарные подразделения «самообороны», сформированные из немецкого меньшинства (нем. Volksdeutscher Selbstschutz).
Аресты проводили по спискам врагов Рейха (Sonderfahndungsbuch Polen), составленным ещё до войны местными немецкими активистами в сотрудничестве с нацистской разведкой. В первые годы проведения операции арестованных селили в лагерь, обустроенный в бывшей фабрике еврейского промышленника Самуила Аббе.
Арестованных расстреливали во внесудебном порядке или отправляли в концлагеря, прежде всего до Хохенбрух в Восточной Пруссии и в Маутхаузен. Весной 1940 года для нужд акции был расширен расположенный в 4,5 км от Маутхаузена филиал лагеря — Гузен — который руководители строительства называли «лагерем смерти для польской интеллигенции» (нем. Vernichtungslager fur die polnische Intelligenz). В 1940 году поляки составляли 97 % заключенных этого филиала и до конца его существования составляли большинство.

### Региональные этапы акции

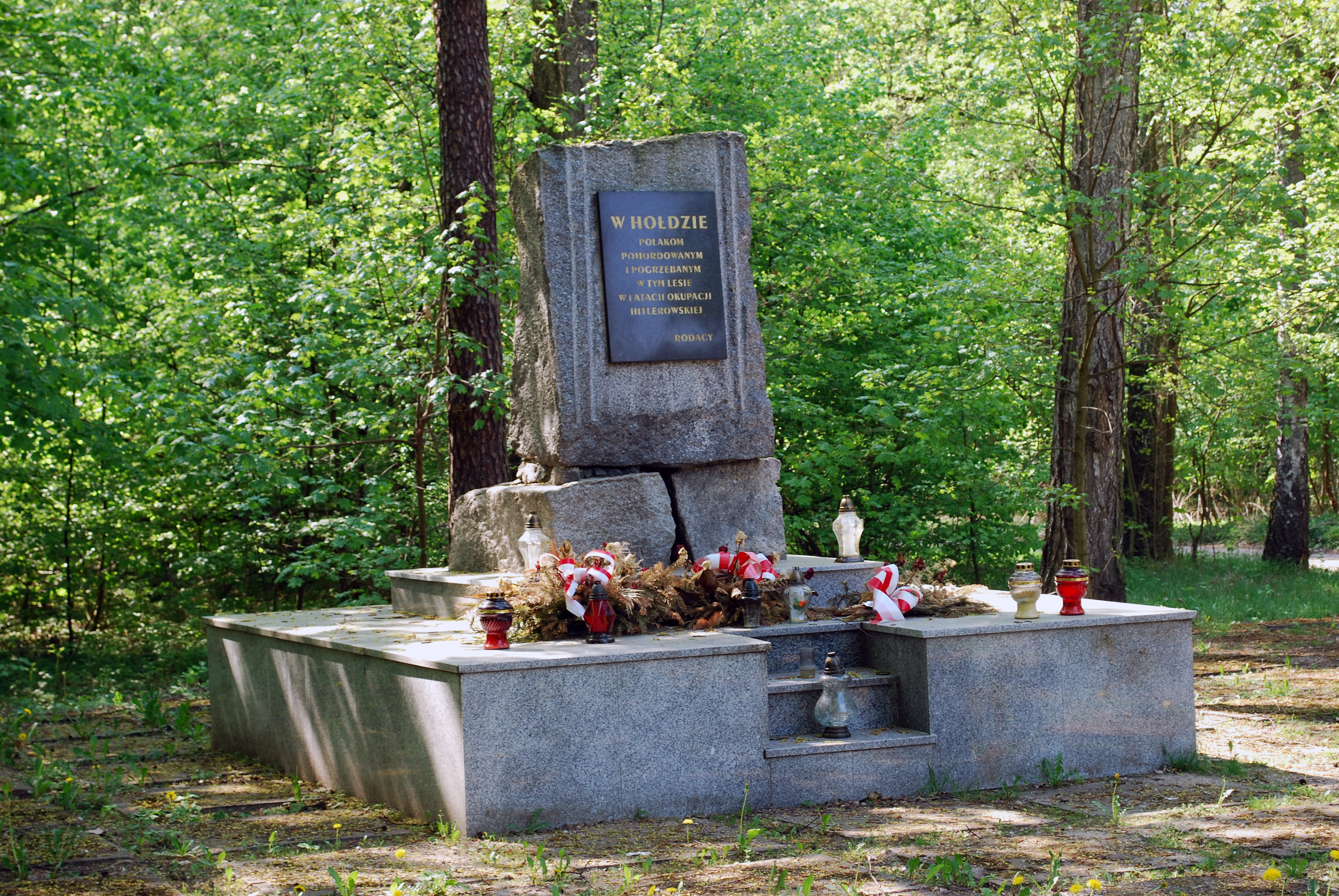
Памятник полякам, расстрелянным в ходе Intelligenzaktion Litzmannstadt.

- Intelligenzaktion Pommern — уничтожение около 23 000 поляков осенью 1939 г. в Поморье в окрестностях Нойштадта, Швеца, Прусского Штаргарда, а также «долинах смерти» в Быдгоще (как минимум 1200—1400 жертв. Суммарно на Поморье в этот период было истреблено до 40 000 поляков[4].
- Intelligenzaktion Posen — осенью 1939 г., уничтожение примерно 2000 жителей района Познани.
- Intelligenzaktion Schlesien — весна 1940 года, убито 2000 верхнесилезских поляков, в том числе бывших силезских повстанцев.
- Intelligenzaktion Masovien — зима 1939—1940 гг, около 6700 жертв, в основном из городов Остроленка, Вышкув, Цеханув, Высоке-Мазовецке, Гелчин.
- Intelligenzaktion Litzmannstadt — акция гестапо в Лодзи, проведенная с 9 по 10 ноября 1939 г. (расстреляно около 500 человек). Аресты в рамках акции продолжались до весны 1940 г.